# Duzoe
Duzoe (* 28. Januar 1990, bürgerlich Thiemo Brunßen) ist ein deutscher Rapper. Er wurde vor allem durch seine Teilnahmen am Videobattleturnier bekannt.

## Karriere
Duzoe wuchs in Bremerhaven auf, wo er die Rapcrew Facial Traffic gründete und erstmals im Jahr 2007 als Rapper in der Reimliga Battle Arena (RBA) auftrat. In den Jahren 2009 bis 2013 erlangte er größere Bekanntheit durch seine Teilnahmen am Videobattleturnier (VBT), bei dem seine Videos teilweise millionenfach geklickt wurden und er 2013 das Halbfinale erreichte. In dieser Zeit zog er von Bremerhaven nach Hamburg, wo er 2014 mit seinem Rapkollegen Dollar John die Crew ODMGDIA gründete.
In den Jahren nach dem VBT wandelte sich seine Musik zunehmend vom Battle-Rap zu tiefgründigeren und persönlicheren Themen. So handeln seine Texte mittlerweile auch von psychischen Störungen oder Suizidalität. Dies sind ebenfalls Themen seines Debütalbums Watchmeburn, das am 9. Juli 2021 über das Label Corn Dawg erschien und Platz elf der deutschen Albumcharts erreichte.

## Diskografie
Alben
- 2021: Watchmeburn
- 2024: Fantasia

EPs
- 2009: Kasinostra EP
- 2010: Tabuzcoe (mit Tabun)
- 2014: Frank EP (mit Zwiebel)
- 2015: M.U.L.A. – Money Uniqe Live Above
- 2018: unfollow.me
- 2019: Faded (mit MXP und Private Paul)
- 2020: Deleted Scenes
- 2023: Stereo Out

Kompilationen
- 2010: Bring den Müll raus! (Previews und Exclusives)
- 2014: Danke für Scheisse (#throwback LP)